# ハンス・ウルリッヒ・レーマン
ハンス・ウルリッヒ・レーマン(Hans Ulrich Lehmann, 1937年5月4日 - 2013年1月26日)は、スイス出身の作曲家。第2次世界大戦後の前衛作曲家の第2世代に属する。

## 略歴
スイスのビール(ベルン州)に生まれる。同地の音楽学校やベルン音楽院、チューリッヒ音楽院で音楽を学び、作曲をピエール・ブーレーズとカールハインツ・シュトックハウゼンに学ぶ。
1961年から1972年にバーゼル音楽院で講師を務め、また1969年から1990年にチューリッヒ大学で音楽理論と現代音楽について教鞭を執る。1972年から1998年にチューリッヒ音楽院で教職に就き、作曲法と音楽理論について教鞭を執る。
1988年にスイス音楽協会から賞を受賞し、以降数多くの賞を受賞する。

## 作品
レーマンは多作でもあり、主に室内楽曲や声楽曲などが多い。
- カンタータ(1962) - リーゼロッテ・ルッシャーのテキストによる
- オーボエとハープのための『シュピーレ』(1965)
- ピアノ曲(1970)
- オルガンのための『モノローグ』(1976)
- 小管弦楽のための『格言』(1985)
- 弦楽四重奏曲(1987-88)
- ドランペットのための『献身』(1986)
- ソプラノと小管弦楽のための『二重の光』(1998-99)
- ヴィオラと小管弦楽のための『矛盾』(2008)
- ソプラノのための『沈黙』(2008-09)